# Auzits
Auzits é uma comuna francesa na região administrativa de Occitânia, no departamento de Aveyron. Estende-se por uma área de 24,34 km². Em 2010 a comuna tinha 861 habitantes (densidade: 35,4 hab./km²).